# قایق توپ‌دار اچ‌اس‌وای کلاس ۵۵
اچ‌اس‌وای کلاس ۵۵ (به انگلیسی: HSY-55-class) یک کلاس از قایق‌های توپ‌دار است که طول آن ۵۶٫۵ متر (۱۸۵ فوت ۴ اینچ) می‌باشد.